# Halichoeres rubrovirens
Halichoeres rubrovirens là một loài cá biển thuộc chi Halichoeres trong họ Cá bàng chài. Loài này được mô tả lần đầu tiên vào năm 2010.

## Từ nguyên
Từ định danh rubrovirens được ghép bởi hai âm tiết trong tiếng Latinh: ruber ("đỏ") và virens ("xanh lục"), hàm ý đề cập đến các vệt đốm đỏ và xanh lục trên cơ thể cá trưởng thành.

## Phạm vi phân bố và môi trường sống
H. rubrovirens hiện chỉ được tìm thấy duy nhất tại Trindade và Martin Vaz, một quần đảo thuộc Brasil nằm cách bờ biển đông nam khoảng 1200 km về phía đông. Những mẫu vật của H. rubrovirens được tìm thấy trên nền đáy đá có nhiều loài rong san hô ở độ sâu khoảng 6–25 m.

## Mô tả
H. rubrovirens có chiều dài cơ thể lớn nhất được ghi nhận là 23,1 cm. Cá đực và cá cái không có sự khác biệt đáng kể về kiểu hình. Qua các bức ảnh chụp dưới nước, cá đực có màu sắc sẫm hơn cá cái. Cơ thể của chúng có màu vàng lục (cá cái) đến xanh lục sẫm (cá đực) với các hàng đốm màu hồng cam trên thân. Đầu có các vệt sọc màu hồng cam xung quanh mắt. Gốc vây ngực có đốm màu xanh lam. Cá con có hai dải sọc ngang màu đỏ nâu trên cơ thể.
Trong số các đồng loại cùng chi ở Đại Tây Dương, H. rubrovirens có kiểu hình gần giống nhất là với Halichoeres bivittatus, nhưng kết quả phân tích kiểu gen cho thấy, H. rubrovirens lại là loài chị em với Halichoeres notospilus ở Đông Thái Bình Dương.
Số gai ở vây lưng: 9; Số tia vây ở vây lưng: 10–11; Số gai ở vây hậu môn: 3; Số tia vây ở vây hậu môn: 12; Số tia vây ở vây ngực: 13; Số gai ở vây bụng: 1; Số tia vây ở vây bụng: 5; Số vảy đường bên: 27; Số lược mang: 12–17.

## Sinh thái học
Cá con H. rubrovirens thường lẫn vào đàn của loài Thalassoma noronhanum.